# 辞職勧告決議
辞職勧告決議（じしょくかんこくけつぎ）は、議会が特定公職者に対して「辞職を勧める」決議。

## 概説
辞職勧告決議は、不祥事などで公職の身分にふさわしくないとされる人物に対して行われる議会の意思表示である。「勧告」である以上、あくまでも当該人物による自発的な辞職を促すもので、議員に対する除名や首長に対する不信任決議とは異なり、当該人物を失職させる強制力はなく、たとえ当該人物が勧告に従わず辞職しなくても法的に問題はない。
なお、地方自治法に定められているリコール（有権者の選挙管理委員会に対する請求によって行われ、成立すれば強制力を持つ）は、議会による辞職勧告決議とは異なるものである。
分類として以下の二つがある。
- 議員辞職勧告決議
- 首長辞職勧告決議

## 議員辞職勧告決議
議員に対する辞職勧告決議は、法的には拘束力を持たないが、議員の院外での不祥事に対する議会の意思表示として行われている。これは、議員の除名は法的拘束力を持つものの「院内の秩序をみだした議員」のみを対象としており、院外の行動における不祥事は対象外とされるためである。
一方で、有権者に選ばれた議員の進退問題については個々の議員が判断すべきという意見や、法に明文もないのに議会が特定の議員の進退問題を議決することは憲法上問題であると批判する意見もある。
また、辞職勧告の対象となった議員が勧告を無視し辞職を拒否した場合や、勧告に応じて辞職しても出直し選挙で再選された場合には、議会の権威が低下する懸念も指摘されている。
他方で、議員辞職勧告決議が本会議で採決された場合、議員が辞職勧告が提出されるような理由が存在する事態において、個々の議員がどのように考えているのかを知ることができ、次回選挙における指標にできるとする意見がある。また、辞職勧告を無視する議員がいた場合は、当該議員の政治的道義的退廃を示すものであり、有権者の批判が一層強まるとする意見がある。

### 帝国議会（処決決議）
戦前では辞職を処決という言葉を用い、辞職勧告決議の代わりに「処決決議」が行われた。戦前の帝国議会では「院議無視」又は「院議不服従」をした議員に対して、院内の秩序を乱す懲罰事犯とする取り扱いが認められており、処決決議を無視した議員に対して除名を含めた処分が可能であった。
| 採決日        | 議院   | 議員     | 結果 | 採決     | 理由             | その後                |
| ------------- | ------ | -------- | ---- | -------- | ---------------- | --------------------- |
| 1904年3月28日 | 衆議院 | 秋山定輔 | 可決 | 異議なし | ロシアスパイ疑惑 | 翌3月29日に議員辞職。 |

### 国会議員
国会の本会議で議員辞職勧告決議が採決されたことは過去に5例ある（糾弾決議が採決された丸山を含めれば6例）。秋山と重政と西村（と丸山）を除く3人は議決時において逮捕勾留されており、議員活動が滞っていた。可決例は4例（丸山を含めれば5例）でいずれも可決された4人（丸山を含めれば5人）は議員辞職を拒否している。
かつては55年体制下では日本社会党など野党が不祥事疑惑がある自由民主党議員に対する辞職勧告決議の本会議採決を要求し、自由民主党は反対するという構図になっており、55年体制下で議員辞職勧告決議が採決されたのは1966年の重政庸徳の1例だけであった。1983年に田中角栄元首相に対してロッキード事件に関して一審実刑判決が出た際には野党が田中角栄議員辞職勧告決議の本会議採決を要求し国会が空転したこともある。
しかし、1997年1月に入ってからは逮捕や起訴を受けても議員辞職しない現職国会議員に対して議員辞職勧告決議が採決される傾向がある。また、民主党は過去には国会議員が逮捕や起訴がされていない疑惑の段階で議員辞職勧告決議案を提出をし、本会議採決を要求していたことがある（例として鈴木宗男や松浪健四郎など）。しかし、2010年に陸山会事件で逮捕された石川知裕（その後、起訴、一審有罪）や2020年にIR汚職事件で逮捕された秋元司（その後、起訴）について議員辞職勧告決議が提出されているが、与党が反対意向していることから現職国会議員に対しては議員辞職勧告決議が採決されない例が続いている。また、自由民主党議員に関して、収賄罪の有罪が確定した藤波孝生や二審で収賄罪の有罪判決が出た中村喜四郎に対する議員辞職勧告決議の採決を拒否した過去がある。
| 年     | 採決日  | 議院   | 議員      | 結果 | 採決       | 理由                                                        | その後                                                 |
| ------ | ------- | ------ | --------- | ---- | ---------- | ----------------------------------------------------------- | ------------------------------------------------------ |
| 1966年 | 2月2日  | 参議院 | 重政庸徳  | 否決 | 起立少数   | 銃刀法違反による秘書の逮捕 （国会内短銃密売事件）           | 自民党籍離脱し、77日間登院自粛。                       |
| 1997年 | 4月4日  | 参議院 | 友部達夫  | 可決 | 起立過半数 | 詐欺罪による起訴 （オレンジ共済事件）                       | 辞職拒否。有罪確定まで約4年間議員在職（本文）。        |
| 2002年 | 6月21日 | 衆議院 | 鈴木宗男  | 可決 | 起立総員   | 収賄罪による逮捕 （やまりん事件）                           | 辞職拒否。衆議院解散まで約1年4ヶ月間議員在職（本文）。 |
| 2003年 | 3月25日 | 衆議院 | 坂井隆憲  | 可決 | 異議なし   | 政治資金規正法違反による逮捕 （業際研事件をきっかけに発覚） | 辞職拒否。衆議院解散まで約7ヶ月間議員在職（本文）。    |
| 2006年 | 3月17日 | 衆議院 | 西村眞悟  | 可決 | 起立多数   | 弁護士法違反による起訴 （西村眞悟弁護士法違反事件）         | 辞職拒否。衆議院解散まで約3年4ヶ月間議員在職（本文）。 |
| 2019年 | 6月6日  | 衆議院 | 丸山穂高※ | 可決 | 異議なし   | ビザなし交流における北方領土戦争発言等                      | 辞職拒否。衆議院解散まで約2年4ヶ月間議員在職（本文）。 |

※「国会議員の資格はないと断ぜざるを得ない」「ただちに、自ら進退について判断するよう促す」とする糾弾決議。
| 年     | 採決日  | 議院   | 議員       | 結果                      | 理由                                                                                   |
| ------ | ------- | ------ | ---------- | ------------------------- | -------------------------------------------------------------------------------------- |
| 1983年 | 5月25日 | 衆議院 | 佐藤孝行   | 挙手少数で否決            | 収賄罪による一審有罪判決 懲役2年・執行猶予3年・追徴金200万円 （ロッキード事件）        |
| 1983年 | 5月25日 | 衆議院 | 田中角栄   | 挙手少数で否決            | 収賄罪による起訴 （ロッキード事件）                                                    |
| 1999年 | 11月4日 | 衆議院 | 藤波孝生   | 挙手少数で否決            | 収賄罪での最高裁有罪判決 懲役3年・執行猶予4年・追徴金4270万円が確定 （リクルート事件） |
| 2000年 | 3月28日 | 衆議院 | 藤波孝生   | 挙手少数で否決            | 収賄罪での最高裁有罪判決 懲役3年・執行猶予4年・追徴金4270万円が確定 （リクルート事件） |
| 2001年 | 5月18日 | 衆議院 | 中村喜四郎 | 可否同数 委員長決裁で否決 | 収賄罪での二審有罪判決 懲役1年6ヶ月・追徴金1000万円 （ゼネコン汚職事件）               |
| 2002年 | 3月20日 | 衆議院 | 鈴木宗男   | 挙手少数で否決            | 外務省疑惑                                                                             |
| 2002年 | 5月14日 | 衆議院 | 鈴木宗男   | 可否同数 委員長決裁で否決 | 偽計業務妨害罪での秘書の逮捕 （ムネオハウス事件）                                      |
| 2003年 | 6月12日 | 衆議院 | 松浪健四郎 | 挙手少数で否決            | 暴力団による秘書給与肩がわり                                                           |

### 都道府県議会議員
| 年     | 採決日   | 議会         | 議員       | 理由                                   | その後                                                            | 【出典】    |
| ------ | -------- | ------------ | ---------- | -------------------------------------- | ----------------------------------------------------------------- | ----------- |
| 1993年 | 6月29日  | 鹿児島県議会 | 堀口文雄   | 贈収賄による起訴                       | 不明                                                              |             |
| 1994年 | 12月15日 | 徳島県議会   | 松田一郎   | 収賄罪による起訴                       | 不明                                                              |             |
| 1997年 | 6月24日  | 滋賀県議会   | 西村政之   | 斡旋収賄罪による逮捕                   | 不明                                                              |             |
| 2001年 | 6月5日   | 兵庫県議会   | 萬代正信   | 図書館建設をめぐる職務強要罪による起訴 | 不明                                                              |             |
| 2002年 | 2月22日  | 大阪府議会   | 奴井和幸   | 飲酒運転による1審有罪判決              | 不明                                                              |             |
| 2002年 | 12月11日 | 東京都議会   | 福島寿一   | 婦女暴行致傷罪による逮捕               | 2003年5月16日付で辞職                                             |             |
| 2003年 | 6月30日  | 栃木県議会   | 人見哲     | 公職選挙法違反による逮捕               | 不明                                                              |             |
| 2003年 | 7月15日  | 福岡県議会   | 吉村元秀   | 政治資金規正法違反による起訴           | 不明                                                              |             |
| 2004年 | 9月16日  | 岐阜県議会   | 井上一郎   | 飲酒運転の摘発                         | 不明                                                              |             |
| 2005年 | 12月21日 | 滋賀県議会   | 太田正明   | 加重収賄罪による起訴                   | 不明                                                              |             |
| 2006年 | 3月7日   | 鹿児島県議会 | 栄和弘     | 金銭授受疑惑                           | 不明                                                              |             |
| 2007年 | 5月16日  | 山形県議会   | 村山隆     | 飲酒運転の摘発                         | 不明                                                              |             |
| 2011年 | 6月24日  | 広島県議会   | 正木篤     | 無免許運転の摘発                       | 無視                                                              |             |
| 2011年 | 9月20日  | 広島県議会   | 正木篤     | 無免許運転の有罪判決                   | 無視したのち、2013年2月の解職請求による住民投票の可決により失職。 | [ 3 ]       |
| 2012年 | 9月18日  | 鳥取県議会   | 谷村悠介   | 他の県議会議員への不適切な文書の送付   | 無視                                                              | [ 4 ]       |
| 2019年 | 2月15日  | 兵庫県議会   | 樽谷彰人   | 妻への暴行容疑で逮捕                   | 無視したのち、同年4月の県議選に不出馬。                           | [ 5 ] [ 6 ] |
| 2021年 | 7月23日  | 東京都議会   | 木下富美子 | 無免許運転事故の発覚                   | 無視                                                              | [ 7 ]       |
| 2021年 | 9月29日  | 東京都議会   | 木下富美子 | 無免許運転事故での書類送検             | 同年11月22日付で辞職。                                            |             |
| 2022年 | 3月18日  | 広島県議会   | 佐藤一直   | 河井夫妻選挙違反事件での在宅起訴       | 無視                                                              | [ 8 ]       |
| 2022年 | 3月18日  | 広島県議会   | 渡辺典子   | 同上                                   | 無視                                                              | [ 8 ]       |
| 2023年 | 10月13日 | 鳥取県議会   | 藤縄喜和   | 公職選挙法違反による略式命令           | 有罪確定により2024年2月15日に失職。                               | [ 9 ]       |
| 2023年 | 12月20日 | 鳥取県議会   | 松田正     | 政務活動費の不適切使用など             |                                                                   |             |

### 市区町村議会議員
| 年     | 採決日   | 議会                | 議員                 | 理由                                                                                             | その後 | 【出典】                      |
| ------ | -------- | ------------------- | -------------------- | ------------------------------------------------------------------------------------------------ | --- | ----------------------------- |
| 1985年 | 9月19日  | 熊谷市議会          | 田中剛毅             | 埼玉県議選・北5区選挙区への出馬に関する発言                                                      | 不明 |                               |
| 1991年 | 12月20日 | 藤代町議会          | 石井章               | 町議選での支援者による架空転入や替え玉を使った不正投票への関与の疑い                             | 町議会と町関係の役職を辞任、議員辞職はせず                                                                                        |                               |
| 1995年 | 11月24日 | 敦賀市議会          | 秋田達雄             | わいせつ物頒布等の罪に問われた                                                                   | 無視 |                               |
| 1996年 | 3月7日   | 敦賀市議会          | 秋田達雄             | わいせつ物頒布等の罪に問われ有罪確定【2度目】                                                    | 不明 |                               |
| 1996年 | 9月26日  | 高崎市議会          | 齊藤正毅             | 長期間納税の義務を怠った                                                                         | 不明 |                               |
| 1997年 | 9月26日  | 倉敷市議会          | 岡良夫               | 社会福祉法人の不正経理に関与                                                                     | 不明 |                               |
| 1998年 | 3月17日  | 土佐市議会          | 中越靖起             | 守秘義務違反                                                                                     | 不明 |                               |
| 1998年 | 9月8日   | 高崎市議会          | 吉田伊三美           | 社会福祉法人の経理の不適切な処理                                                                 | 不明 |                               |
| 1998年 | 9月29日  | 逗子市議会          | 酒井忠雄             | 不明                                                                                             | 不明 |                               |
| 1999年 | 3月19日  | 館山市議会          | 福原勤               | 不明                                                                                             | 不明 |                               |
| 2000年 | 8月10日  | 半田市議会          | 坂元寛               | 自身の親睦会の資金を使い込んだ                                                                   | 不明 |                               |
| 2001年 | 9月3日   | 桐生市議会          | 飯山順一郎           | 市内の母娘に対するわいせつ行為                                                                   | 無視 | [ 10 ]                        |
| 2002年 | 3月1日   | 高崎市議会          | 榑松正義             | 市議会議長選挙をめぐる贈賄容疑により逮捕された                                                   | 不明 |                               |
| 2004年 | 2月28日  | 青梅市議会          | 秋山實               | 虚偽の理由による議会欠席                                                                         | 不明 |                               |
| 2004年 | 12月10日 | 越知町議会          | 大崎麻吉             | 強制わいせつ罪で起訴                                                                             | 2004年12月31日に辞職 | [ 11 ]                        |
| 2005年 | 2月1日   | 高砂市議会          | 生嶋洋一             | 廃棄物処理法違反容疑で書類送検された                                                             | 不明 | [ 12 ]                        |
| 2005年 | 4月19日  | 下関市議会          | 金田直樹             | 名古屋市でセクハラし、書類送検                                                                   | 不明 | [ 13 ]                        |
| 2005年 | 12月20日 | 西都市議会          | 中野勝               | 自身が経営する飲食店でアルバイトにセクハラ                                                       | 無視。中野は西都市を訴える裁判を起こした。                                                                                        |                               |
| 2005年 | 12月20日 | 西都市議会          | 池田明男             | 借金した約9,300万円が返済不能になり自己破産                                                      | 不明 |                               |
| 2005年 | 12月21日 | 浜松市議会          | 伊藤善太郎           | スナックで女性客の胸をさわり書類送検された                                                       | 2006年1月4日に辞職 |                               |
| 2006年 | 4月28日  | 神戸市会            | 村岡功               | 産廃施設をめぐりあっせん収賄容疑で逮捕                                                           | 不明 | [ 14 ]                        |
| 2006年 | 5月30日  | 神戸市会            | 村岡龍男             | 産廃施設をめぐりあっせん収賄容疑で逮捕                                                           | 不明 |                               |
| 2006年 | 6月20日  | 水戸市議会          | 中庭次男             | 市営住宅使用料滞納者の連帯保証人となった                                                         | 不明 |                               |
| 2006年 | 6月26日  | みどり市議会        | 加部喜成             | 町自治区の区費の私的流用                                                                         | 不明 |                               |
| 2006年 | 9月28日  | 大月市議会          | 小俣武               | 侮辱罪により拘留29日の判決が確定                                                                 | 不明 |                               |
| 2006年 | 12月20日 | 土佐市議会          | 石元操               | 介護保険給付費の不正受給に関与                                                                   | 不明 |                               |
| 2007年 | 2月19日  | 千葉市議会          | 谷戸俊雄             | 橋本登市議に対する傷害容疑で現行犯逮捕                                                           | 不明 | [ 15 ]                        |
| 2007年 | 3月9日   | 高知市議会          | 島崎利幸             | 柳澤伯夫大臣の「産む機械」発言を擁護。 女性を「さびきった機械」と侮辱                            | 不明 | [ 16 ]                        |
| 2007年 | 3月27日  | 岡崎市議会          | 中根義金             | 虚偽の欠席理由による本会議欠席                                                                   | 不明 |                               |
| 2007年 | 6月8日   | 川越町議会          | 飯田勝祐             | 中学生に対する強制わいせつ容疑で逮捕                                                             | 無視 |                               |
| 2007年 | 6月26日  | 江戸川区議会        | 田中健               | 高速道路料金の不払いで逮捕。罰金200万円。                                                        | 無視 |                               |
| 2007年 | 8月20日  | 西都市議会          | 中野勝               | セクハラと、市を訴えた裁判での敗訴                                                               | 不明 |                               |
| 2007年 | 9月27日  | 吉野川市議会        | 藤原一正             | 政治倫理条例違反                                                                                 | 不明 |                               |
| 2008年 | 6月9日   | 六戸町議会          | 山本実               | 高校生に対する強制わいせつ罪                                                                     | 不明 |                               |
| 2008年 | 10月1日  | 世田谷区議会        | 阿部力也             | 女性選挙運動員に対する強制わいせつ致傷容疑で書類送検                                             | 無視 | [ 17 ]                        |
| 2009年 | 3月31日  | 高砂市議会          | 三上秀昭             | 政治資金規正法が禁じる寄附に抵触                                                                 | 不明 | [ 18 ]                        |
| 2009年 | 7月15日  | 大田原市議会        | 小野寺尚武           | 車検切れ・保険未加入の車で運転中人身事故                                                         | 不明 | [ 19 ]                        |
| 2009年 | 7月22日  | 相模原市議会        | 吉田悌               | 飲食店従業員を殴り傷害容疑で逮捕                                                                 | 無視 |                               |
| 2009年 | 12月17日 | 高萩市議会          | 金沢典胤             | 施術院の客に対する準強制わいせつ容疑で逮捕                                                       | 不明 |                               |
| 2009年 | 12月21日 | 高浜市議会          | 杉浦康之             | 無免許運転により現行犯逮捕                                                                       | 不明 |                               |
| 2010年 | 3月3日   | 坂町議会            | 中村貴昭             | 窃盗容疑で現行犯逮捕                                                                             | 無視 | [ 20 ] [ 21 ]                 |
| 2010年 | 5月17日  | 半田市議会          | 榊原久美子           | 虚偽の理由により本会議を欠席                                                                     | 不明 |                               |
| 2010年 | 6月7日   | 浦添市議会          | 又吉淳市             | 飲食店に火をつけて実刑判決を受けた                                                               | 不明 |                               |
| 2010年 | 6月8日   | 姫路市議会          | 灘隆彦               | 障害者授産施設のリサイクル事業の不法投棄問題                                                     | 不明 |                               |
| 2010年 | 10月28日 | 江戸川区議会        | 田中健               | 高速道路料金の不払いで逮捕。罰金200万円。                                                        | 無視 | [ 22 ] [ 23 ]                 |
| 2011年 | 3月23日  | 芦屋市議会          | 畑中俊彦             | 贈賄容疑で書類送検                                                                               | 無視 |                               |
| 2011年 | 3月24日  | 半田市議会          | 中川健一             | 同僚議員や市職員に対する侮辱                                                                     | 不明 |                               |
| 2011年 | 6月30日  | いわき市議会        | 松本正美             | 交通事故後その場を立ち去り、書類送検                                                             | 不明 |                               |
| 2011年 | 7月2日   | 芦屋市議会          | 畑中俊彦             | 贈賄容疑で書類送検【2度目】                                                                      | 無視 |                               |
| 2011年 | 7月2日   | 芦屋市議会          | 長谷基弘             | 贈賄業者とともに海外旅行をした                                                                   | 不明 |                               |
| 2011年 | 10月3日  | 宮崎市議会          | 川口美記夫           | 政務調査費の不正使用                                                                             | 不明 |                               |
| 2011年 | 10月26日 | 須賀川市議会        | 圓谷年雄             | 飲酒運転                                                                                         | 無視 |                               |
| 2011年 | 12月1日  | 須賀川市議会        | 圓谷年雄             | 飲酒運転【2度目】                                                                                | 無視 |                               |
| 2012年 | 2月9日   | 須賀川市議会        | 圓谷年雄             | 飲酒運転【3度目】                                                                                | 無視 |                               |
| 2012年 | 3月1日   | 須賀川市議会        | 圓谷年雄             | 飲酒運転                                                                                         | 議員辞職 |                               |
| 2012年 | 3月22日  | 大垣市議会          | 富田清治             | 固定資産税滞納                                                                                   | 不明 | [ 24 ]                        |
| 2012年 | 3月23日  | 堺市議会            | 西井勝               | ひき逃げと飲酒運転により逮捕                                                                     | 無視 | [ 25 ]                        |
| 2012年 | 3月27日  | 福津市議会          | 迫靜吾               | 選挙公費不正請求に関与                                                                           | 不明 |                               |
| 2012年 | 3月27日  | 福津市議会          | 樋口幸雄             | 選挙公費不正請求に関与                                                                           | 不明 |                               |
| 2012年 | 5月21日  | 堺市議会            | 西井勝               | ひき逃げと飲酒運転により逮捕                                                                     | 議員辞職 | [ 26 ]                        |
| 2012年 | 11月21日 | 名古屋市会          | 河合優               | あて逃げ事故                                                                                     | 無視 |                               |
| 2012年 | 12月4日  | 松戸市議会          | 海老原弘             | 破産手続き前後に脱税                                                                             | 無視 | [ 27 ]                        |
| 2012年 | 12月6日  | 松山市議会          | 大西弘道             | 生活保護費の詐取容疑で逮捕                                                                       | 議員辞職 | [ 28 ]                        |
| 2012年 | 12月14日 | 半田市議会          | 山本博信             | 市民に対してお茶をかけ、体当たりして威嚇                                                         | 不明 |                               |
| 2013年 | 6月26日  | 神戸市会            | 藤川泰輔             | 交通事故にからむ保険金詐欺容疑で逮捕                                                             | 不明 | [ 29 ]                        |
| 2013年 | 9月12日  | 三好市議会          | 高井マサ代           | ツイッターの投稿の内容が問題とされた                                                             | 不明 |                               |
| 2013年 | 9月26日  | 豊明市議会          | 山盛左千江           | 政務調査費の不正支出（架空の交通費の計上）とその虚偽説明、正当化と関係者への中傷                 | 無視 | [ 30 ]                        |
| 2013年 | 12月2日  | 久留米市議会        | 新山正英             | 農地転用の許可を巡り収賄容疑で逮捕                                                               | 無視 | [ 31 ]                        |
| 2013年 | 12月4日  | 尾鷲市議会          | 奥田尚佳             | 学習塾の教え子に対するわいせつ行為                                                               | 無視 | [ 32 ]                        |
| 2013年 | 12月19日 | 狛江市議会          | 正木清               | 市民税や固定資産税など約700万円を滞納                                                            | 無視 |                               |
| 2014年 | 3月14日  | 鎌ケ谷市議会        | 岩波初美             | 肖像権侵害により30万円の損害賠償を命じられた                                                     | 不明 | [ 33 ]                        |
| 2014年 | 3月25日  | 津山市議会          | 神田栄作             | 飲酒運転により逮捕                                                                               | 不明 |                               |
| 2014年 | 3月26日  | 狛江市議会          | 正木清               | 市民税や固定資産税など約700万円を滞納【2度目】                                                   | 無視 |                               |
| 2014年 | 6月13日  | 葛城市議会          | 吉武昭博             | 高校生とのわいせつ行為を有料動画サイトに投稿                                                     | 議員辞職 | [ 34 ]                        |
| 2014年 | 9月22日  | 札幌市議会          | 金子快之             | ツイッターに「アイヌ民族は今はいない」と投稿                                                     | 無視 | [ 35 ]                        |
| 2014年 | 9月29日  | 小林市議会          | 深草哲郎             | 農地法違反                                                                                       | 不明 |                               |
| 2014年 | 10月1日  | 気仙沼市議会        | 熊谷雅裕             | 飲酒運転                                                                                         | 無視 |                               |
| 2014年 | 12月19日 | 狛江市議会          | 正木清               | 市民税や固定資産税など約700万円を滞納【3度目】                                                   | 無視 |                               |
| 2015年 | 3月13日  | 横芝光町議会        | 越川輝男             | 本会議欠席中に役場近くの飲食店に行った                                                           | 不明 | [ 36 ]                        |
| 2015年 | 3月20日  | 中野市議会          | 金子高幸             | 女性職員と女性議員に対するセクハラ【1度目】                                                      | 無視 | [ 37 ]                        |
| 2015年 | 4月28日  | 今治市議会          | 堀田順人             | 飲食店で同僚議員に対し暴行                                                                       | 不明 | [ 38 ]                        |
| 2015年 | 6月25日  | 姫路市議会          | 酒上太造             | 不倫相手の女性に中絶を迫り、さらに暴行                                                           | 無視するが、その後書類送検 | [ 39 ]                        |
| 2015年 | 6月26日  | 岩見沢市議会        | 池島和行             | 酒気帯び運転                                                                                     | 無視 |                               |
| 2015年 | 6月30日  | 新発田市議会        | 小柳肇               | 傷害事件により罰金20万円の有罪が確定                                                             | 無視 | [ 40 ]                        |
| 2015年 | 7月31日  | 岩見沢市議会        | 池島和行             | 酒気帯び運転、説明責任放棄【2度目】                                                              | 無視 |                               |
| 2015年 | 9月11日  | 豊後大野市議会      | 小野勇治             | 市有地売却の入札にからみ謝礼として現金を収受                                                     | 不明 | [ 41 ]                        |
| 2015年 | 9月14日  | 岩見沢市議会        | 池島和行             | 酒気帯び運転、説明責任放棄【3度目】                                                              | 無視 |                               |
| 2015年 | 9月18日  | 三好市議会          | 木下善之             | 兼業禁止規定に抵触                                                                               | 不明 | [ 42 ]                        |
| 2015年 | 9月28日  | 小山市議会          | 角田良博             | セクハラ行為（確定）                                                                             | 以後4年間で15回も無視 | [ 43 ] [ 44 ] [ 45 ] [ 注 3 ] |
| 2015年 | 12月3日  | 海老名市議会        | 鶴指眞澄             | ツイッターで差別的な投稿を行った                                                                 | 不明 | [ 47 ]                        |
| 2016年 | 2月23日  | 葉山町議会          | 細川慎一             | 覚醒剤使用で現行犯逮捕                                                                           | 無視するが、除名決議により失職 | [ 48 ]                        |
| 2016年 | 2月29日  | 津山市議会          | 野村昌平             | 酒に酔って女性にキスを求めた                                                                     | 不明 |                               |
| 2016年 | 3月17日  | 東松山市議会        | 石井祐一             | 市議会一般質問における不適切発言                                                                 | 不明 | [ 49 ]                        |
| 2016年 | 3月18日  | みどり市議会        | 海老根篤             | 議会での度重なる不適切な言動                                                                     | 無視したのち、同年9月27日に除名決議により失職。 その後、海老根本人が県知事に処分取り消しを求める審決を申請し2017年3月23日に復職。 | [ 50 ] [ 51 ] [ 52 ]          |
| 2016年 | 3月25日  | 半田市議会          | 山内悟               | 政務活動費検討委員会を欠席                                                                       | 不明 |                               |
| 2016年 | 6月21日  | 和泊町議会          | 芋高生三             | 町の新庁舎建設計画をめぐる言行の不一致                                                           | 不明 | [ 53 ]                        |
| 2016年 | 6月23日  | 国分寺市議会        | 甲斐嘉人             | 酒気帯び運転。本会議前に酒の匂いがした。                                                         | 無視 | [ 54 ]                        |
| 2016年 | 6月29日  | 養父市議会          | 藤原哲郎             | 複数の有権者に菓子折りを贈った。                                                                 | 不明 | [ 55 ]                        |
| 2016年 | 9月2日   | 五泉市議会          | 猪熊豊               | 視察の旅費の一部を不正受給した。                                                                 | 不明 | [ 56 ]                        |
| 2016年 | 9月9日   | 港区議会            | 赤坂大輔             | タクシー運転手に暴行し逮捕                                                                       | 無視 | [ 57 ]                        |
| 2016年 | 10月4日  | 桑名市議会          | 大森啓               | 衣料品店で窃盗を行い現行犯逮捕                                                                   | 無視 | [ 58 ]                        |
| 2016年 | 10月25日 | 阿波市議会          | 藤川豊治             | 嘘の理由で定例会を欠席してネパール旅行をした                                                     | 無視 | [ 59 ]                        |
| 2016年 | 11月7日  | 池田市議会          | 羽田達也             | 経営していた整骨院で不正請求                                                                     | 無視したが12月22日逮捕、その後実刑判決                                                                                            | [ 60 ] [ 61 ] [ 62 ]          |
| 2017年 | 3月21日  | 宮古島市議会        | 石嶺香織             | フェイスブックの投稿を議会が問題視                                                               | 無視 | [ 63 ]                        |
| 2017年 | 5月25日  | 堺市議会            | 小林由佳             | 政務活動費の不適切支出                                                                           | 無視したのち、2018年3月30日に辞職                                                                                                 |                               |
| 2017年 | 5月25日  | 堺市議会            | 黒瀬大               | 政務活動費の不適切支出                                                                           | 2017年8月9日に辞職 | [ 64 ]                        |
| 2017年 | 7月25日  | 市川市議会          | 三浦一成             | 中学生を買春した容疑で逮捕                                                                       | 除名決議により失職 | [ 65 ] [ 66 ] [ 67 ]          |
| 2017年 | 12月12日 | 羽曳野市議会        | 百谷孝浩             | 市内での生活実態がなく被選挙権がないのに当選                                                     | 無視 | [ 68 ]                        |
| 2017年 | 12月25日 | 小野市議会          | 椎屋邦隆             | 議員資格喪失                                                                                     | 無視 | [ 69 ] [ 注 4 ]               |
| 2017年 | 12月25日 | 小野市議会          | 河島信行             | 議員品位棄損・説明責任放棄                                                                       | 無視 | [ 70 ]                        |
| 2018年 | 3月16日  | さいたま市議会      | 吉田一郎             | 議会での暴言                                                                                     | 無視 |                               |
| 2018年 | 3月16日  | 中野市議会          | 金子高幸             | 女性職員と女性議員に対するセクハラ【13度目】                                                     | 無視 | [ 71 ]                        |
| 2018年 | 6月19日  | 桑名市議会          | 大森啓               | 辞職勧告決議後も窃盗を行い逮捕された                                                             | 無視 | [ 72 ]                        |
| 2018年 | 6月25日  | 伊賀市議会          | 中岡久徳             | 市が誘致企業用に借りた土地をめぐる問題                                                           | 不明 | [ 73 ]                        |
| 2018年 | 7月4日   | 交野市議会          | 山本景               | トラブルとなった市内の保育園への誹謗中傷                                                         | 無視 | [ 74 ]                        |
| 2018年 | 8月31日  | 小野市議会          | 椎屋邦隆             | 議員資格喪失                                                                                     | 無視・2019年4月21日落選 | [ 75 ]                        |
| 2018年 | 9月14日  | 須恵町議会          | 児玉求               | 定例会一般質問における乱暴な態度                                                                 | 不明 | [ 76 ]                        |
| 2018年 | 9月21日  | 長崎市議会          | 吉原日出雄           | 政務活動費の不正受給、詐欺などの疑いで書類送検【3度目】                                          | 2018年11月1日に辞職 | [ 77 ]                        |
| 2018年 | 11月26日 | 青森市議会          | 山崎翔一             | 不適切ツイッター                                                                                 | 無視 | [ 78 ]                        |
| 2018年 | 11月28日 | 小野市議会          | 河島信行             | 議員品位棄損・説明責任放棄                                                                       | 無視 | [ 79 ]                        |
| 2018年 | 12月11日 | 今治市議会          | 井村雄三郎           | 公金横領                                                                                         | 無視 | [ 80 ]                        |
| 2018年 | 12月13日 | 芦屋町議会          | 田島憲道             | 暴言と無責任発言                                                                                 | 不明 | [ 81 ]                        |
| 2019年 | 3月22日  | 青森市議会          | 山崎翔一             | 議員控室での無許可録音                                                                           | 無視 | [ 82 ]                        |
| 2019年 | 3月22日  | 岡崎市議会          | 三浦康宏             | 同僚議員へのセクハラと議会に対する虚偽説明                                                       | 無視 |                               |
| 2019年 | 3月28日  | 宮古島市議会        | 砂川辰夫             | 飲酒運転                                                                                         | 無視 | [ 83 ]                        |
| 2019年 | 6月28日  | 坂出市議会          | 脇芳美               | 税金滞納による議員報酬の差し押さえ                                                               | 無視 | [ 84 ]                        |
| 2019年 | 8月29日  | 平塚市議会          | 渡部亮               | 市職員時代の個人情報不正持ち出し                                                                 | 無視 | [ 85 ]                        |
| 2019年 | 9月3日   | 富山市議会          | 木下章広             | 市議会事務局の女性職員の机を物色                                                                 | 無視 | [ 86 ]                        |
| 2019年 | 9月12日  | 函館市議会          | 工藤篤               | 兼業禁止規定に抵触                                                                               | 無視 | [ 87 ]                        |
| 2019年 | 9月20日  | 草加市議会          | 小森重紀             | 糾弾決議を無視。虚偽の欠席届。                                                                   | 無視 | [ 88 ]                        |
| 2019年 | 9月24日  | 吉田町議会 (静岡県) | 山口一博             | 中学校入学式をYouTubeに無断投稿                                                                  | 無視 | [ 89 ]                        |
| 2019年 | 9月26日  | 日高市議会          | 稲浦巌               | 市職員に対する威圧的な言動                                                                       | 無視 | [ 90 ]                        |
| 2019年 | 9月30日  | 岡崎市議会          | 三浦康宏             | 同僚議員へのセクハラと議会に対する虚偽説明【2度目】                                              | 無視 |                               |
| 2019年 | 10月11日 | 総社市議会          | 仲達幸弘             | 本会議欠席理由の虚偽記載と虚偽説明                                                               | 10月4日辞職 | [ 91 ] [ 92 ]                 |
| 2019年 | 11月11日 | 安堵町議会          | 増井敬史             | Facebookでの韓国などへの差別的な書き込み                                                         | 無視 | [ 93 ]                        |
| 2019年 | 12月3日  | 国立市議会          | 石塚陽一             | 女性職員に対するセクハラ                                                                         | 無視 | [ 94 ]                        |
| 2019年 | 12月3日  | 石岡市議会          | 徳増千尋             | 一部事務組合職員に対する暴行                                                                     | 無視 | [ 95 ]                        |
| 2019年 | 12月5日  | 野洲市議会          | 山崎敦志             | 病欠を装って委員会を欠席                                                                         | 無視 | [ 96 ]                        |
| 2019年 | 12月5日  | 尾道市議会          | 藤本友行             | 副市長に対する暴力                                                                               | 無視 | [ 97 ]                        |
| 2019年 | 12月17日 | 城里町議会          | 杉山清               | インターネット掲示板で議長を中傷                                                                 | 無視 | [ 98 ]                        |
| 2019年 | 12月20日 | 出水市議会          | 宮田幸一             | 職員に対する長時間拘束と暴言                                                                     | 無視 | [ 99 ]                        |
| 2019年 | 12月24日 | 富山市議会          | 木下章広             | 市議会事務局の女性職員の机を物色【2度目】                                                        | 無視 | [ 100 ]                       |
| 2020年 | 2月25日  | 猪名川町議会        | 中西典章             | 居住実態がなかったため当選無効                                                                   | 無視、12月22日最高裁「当選無効の撤回」棄却により失職                                                                              | [ 101 ] [ 102 ]               |
| 2020年 | 2月27日  | 岡崎市議会          | 三浦康宏             | 同僚議員へのセクハラと議会に対する虚偽説明【3度目】                                              | 無視 | [ 103 ]                       |
| 2020年 | 3月3日   | 嘉手納町議会        | 仲村一               | 飲酒運転により逮捕【3度目】                                                                      | 無視 | [ 104 ]                       |
| 2020年 | 3月16日  | いの町議会          | 池沢紀子             | 職員の業務妨害                                                                                   | 無視 | [ 105 ]                       |
| 2020年 | 3月17日  | 日高市議会          | 田中まどか           | フェイスブックの投稿内容を議会が問題視                                                           | 無視 | [ 106 ]                       |
| 2020年 | 3月18日  | 利根町議会          | 花嶋美清雄           | 親族が町発注工事で報酬を受け取った                                                               | 無視 | [ 107 ]                       |
| 2020年 | 3月25日  | 富山市議会          | 木下章広             | 市議会事務局の女性職員の机を物色【3度目】                                                        | 無視 | [ 108 ]                       |
| 2020年 | 3月26日  | 市川町議会 (兵庫県) | 重里英昭             | 知人男性に対する傷害事件で書類送検                                                               | 無視 | [ 109 ]                       |
| 2020年 | 3月26日  | 市川町議会 (兵庫県) | 中尾武               | 知人女性に対する傷害事件で逮捕                                                                   | 無視 | [ 109 ]                       |
| 2020年 | 4月17日  | 佐世保市議会        | 宮田京子             | 運営する事業所での性的虐待行為と給付費の不正受給                                                 | 無視 | [ 110 ]                       |
| 2020年 | 4月23日  | 五條市議会          | 牧野雅一             | 官製談合                                                                                         | 無視 | [ 111 ]                       |
| 2020年 | 4月23日  | 志木市議会          | 多田光宏             | 選挙活動用車両に虚偽表示                                                                         | 無視 | [ 112 ]                       |
| 2020年 | 6月9日   | 泉南市議会          | 梶本茂躾             | コロナウイルス感染者を「殺人鬼に見える」と投稿                                                   | 無視 | [ 113 ]                       |
| 2020年 | 6月10日  | 東広島市議会        | 大谷忠幸             | 議会欠席、誹謗中傷、職員に対する威圧                                                             | 無視したのち2020年8月3日に病死。                                                                                                  | [ 114 ] [ 115 ]               |
| 2020年 | 6月11日  | 富山市議会          | 木下章広             | 市議会事務局の女性職員の机を物色【4度目】                                                        | 無視 | [ 116 ]                       |
| 2020年 | 6月16日  | 城里町議会          | 杉山清               | インターネット掲示板で議長を中傷【2度目】                                                        | 無視 |                               |
| 2020年 | 6月18日  | 宮若市議会          | 山元秀一             | PTA活動費の一部不適切支出や教職員への恫喝                                                        | 無視 | [ 117 ]                       |
| 2020年 | 6月22日  | 金沢市議会          | 松村理治             | （新型コロナウイルス感染症）退院後の自宅療養中にパチンコをしていた                               | 無視、会派「自民」は離脱 | [ 118 ] [ 119 ]               |
| 2020年 | 6月24日  | 今帰仁村議会        | 吉田清尊             | 女性への性的暴行                                                                                 | 無視 | [ 120 ]                       |
| 2020年 | 6月25日  | 東浦町議会          | 小松原英治           | 同僚議員との不貞関係                                                                             | 無視 | [ 121 ]                       |
| 2020年 | 6月25日  | 東浦町議会          | 長屋知里             | 同僚議員との不貞関係                                                                             | 無視 | [ 121 ]                       |
| 2020年 | 6月30日  | 市原市議会          | 斎藤直樹             | 居住実態について説明責任を果たしていない                                                         | 無視したのち、2020年7月31日に議員失職。 その後、市議会の資格決定処分を取り消す裁決により10月28日に復職が決定。                    | [ 122 ] [ 123 ]               |
| 2020年 | 7月1日   | 宇都宮市議会        | 保坂栄次             | 「陳情書」を「請願書」に書き換えた                                                               | 無視 | [ 124 ]                       |
| 2020年 | 7月10日  | 呉市議会            | 土井正純             | 参院選をめぐり河井克行から現金30万円を受領                                                       | 無視したのち、2022年2月1日に辞職                                                                                                  | [ 125 ] [ 126 ]               |
| 2020年 | 7月10日  | 京都市会            | 森川央               | 政務活動費から事務所の工事代金を二重に計上                                                       | 無視 | [ 127 ]                       |
| 2020年 | 7月10日  | 七宗町議会          | 加納忠良             | 議会での不適切行動ほか                                                                           | 無視 | [ 128 ]                       |
| 2020年 | 8月6日   | 東彼杵町議会        | 森敏則               | 公選法違反の疑いで書類送検                                                                       | 無視、7月末に副議長職は辞任 | [ 129 ] [ 130 ]               |
| 2020年 | 8月31日  | 宮若市議会          | 茅野勝               | 飲酒の上、市職員に業務について罵声を浴びせた                                                     | 無視 | [ 131 ]                       |
| 2020年 | 9月2日   | 橿原市議会          | 樫本利明             | 市議会政治倫理条例に違反                                                                         | 無視 | [ 132 ]                       |
| 2020年 | 9月2日   | 橿原市議会          | 佐藤太郎             | 市議会政治倫理条例に違反                                                                         | 無視 |                               |
| 2020年 | 9月7日   | 港区議会            | 赤坂大輔             | 公然わいせつ容疑による逮捕                                                                       | 無視 | [ 133 ]                       |
| 2020年 | 9月9日   | 忠岡町議会          | 勝元由佳子           | ブログへのフェイクニュースの記載                                                                 | 無視 | [ 134 ]                       |
| 2020年 | 9月29日  | 赤磐市議会          | 行本恭庸             | 福祉事業所の職員らに対する暴言                                                                   | 無視、その後別の不祥事により12月1日に辞職                                                                                         | 。                            |
| 2020年 | 9月29日  | 赤磐市議会          | 北川勝義             | 市教委の職員不正採用にからむ介入                                                                 | 無視 | [ 137 ]                       |
| 2020年 | 11月16日 | 芦屋町議会          | 妹川征男             | 県土整備事務所の局長室への無断侵入や職員への暴言                                                 | 無視 | [ 138 ] [ 139 ]               |
| 2020年 | 11月26日 | 港区議会            | 赤坂大輔             | 公然わいせつ容疑による逮捕【2度目】                                                              | 無視 | [ 140 ]                       |
| 2020年 | 11月30日 | 玉名市議会          | 中尾嘉男             | 議長職をめぐる同僚市議への贈賄罪での逮捕・罰金刑                                                 | 議長職は辞職、議員辞職は否定 | [ 141 ]                       |
| 2020年 | 11月30日 | 高山市議会          | 谷沢政司             | 窃盗罪で現行犯逮捕                                                                               | 無視 | [ 142 ]                       |
| 2020年 | 12月1日  | 富山市議会          | 木下章広             | 市議会事務局の女性職員の机を物色【6度目】                                                        | 無視 | [ 143 ]                       |
| 2020年 | 12月17日 | 四街道市議会        | 山本裕嗣             | 反社会的勢力との関係など                                                                         | 辞職の意向が報じられたが、辞職せず（2022年12月時点）                                                                              | [ 144 ]                       |
| 2020年 | 12月17日 | 七尾市議会          | 杉本忠一             | 県迷惑防止条例違反の疑いで現行犯逮捕                                                             | 未定 | [ 145 ]                       |
| 2020年 | 12月22日 | 岩倉市議会          | 堀巌                 | SNS等をめぐり信託を受けた議員としての規範意識を著しく欠いた行為の責任                            | 無視 | [ 146 ]                       |
| 2021年 | 1月22日  | 小牧市議会          | 船引嘉明             | 会議への遅刻を繰り返したため                                                                     | 無視、その後別の不祥事で同年5月6日辞職                                                                                            | [ 147 ] [ 148 ]               |
| 2021年 | 3月2日   | 赤磐市議会          | 北川勝義             | 市教委の職員不正採用にからむ介入【3度目】                                                        | 無視 | [ 149 ]                       |
| 2021年 | 3月4日   | 姫路市議会          | 松岡広幸             | 市職員への威圧的言動                                                                             | 無視 | [ 150 ]                       |
| 2021年 | 3月12日  | 相模原市議会        | 石川将誠             | 職員に対するパワハラ                                                                             | 議員辞職 | [ 151 ]                       |
| 2021年 | 3月24日  | 明石市議会          | 筒泉寿一             | 国民健康保険料滞納（議員報酬差し押さえ）                                                         | 無視したが、5月14日辞職 | [ 152 ] [ 153 ]               |
| 2021年 | 6月18日  | 今帰仁村議会        | 吉田清尊             | 女性への性的暴行を加えた疑いで書類送検、不起訴【5度目】                                          | 未詳 | [ 154 ]                       |
| 2021年 | 6月24日  | 野々市市議会        | 梅野智恵子           | 一般質問に関する事実に反するツイート                                                             | 進退明言せず | [ 155 ]                       |
| 2021年 | 8月25日  | 鏡野町議会          | 沖田清明             | 議長選で同僚市議を脅迫                                                                           | 未詳 | [ 156 ]                       |
| 2021年 | 9月6日   | 遠野市議会          | 菊池美也             | 同僚女性市議に対するセクハラ                                                                     | 未詳 | [ 157 ]                       |
| 2021年 | 9月6日   | 鳥羽市議会          | 中世古泉             | 本会議の無断欠席、市税の未納                                                                     | 無視 | [ 158 ]                       |
| 2021年 | 9月15日  | 静岡市議会          | 山本昌輝             | 交通事故による裁判の無視                                                                         | 無視 | [ 159 ]                       |
| 2021年 | 9月27日  | 南城市議会          | 宮城康博             | 名誉毀損で損害賠償の1審判決                                                                      | 無視 | [ 160 ]                       |
| 2021年 | 9月30日  | 臼杵市議会          | 若林純一             | 議会での鼻を覆わないマスク着用 マスク不着用での反コロナワクチン活動                              | 無視 | [ 161 ]                       |
| 2021年 | 10月20日 | 津市議会            | 田矢修介             | 自治会長の不当要求行為の助長                                                                     | 無視 | [ 162 ]                       |
| 2021年 | 11月30日 | 真鶴町議会          | 青木健               | 松本一彦前町長による選挙人名簿不正コピー問題                                                     | 無視 | [ 163 ]                       |
| 2021年 | 11月30日 | 真鶴町議会          | 岩本克美             | 同上                                                                                             | 無視 | [ 163 ]                       |
| 2021年 | 12月3日  | 北区議会            | 榎本一               | 覚醒剤取締法違反の容疑で逮捕                                                                     | 同年12月16日に議員辞職。 | [ 164 ]                       |
| 2021年 | 12月6日  | 津市議会            | 福田慶一             | 政務活動費を使い行ったアンケート内容の不備                                                       | 無視 | [ 165 ]                       |
| 2021年 | 12月21日 | 姫路市議会          | 松岡広幸             | 市職員への威圧的言動【2度目】                                                                    | 無視 | [ 166 ]                       |
| 2021年 | 12月21日 | 姫路市議会          | 三木和成             | 議会運営委員会への出席を拒否                                                                     | 無視 | [ 166 ]                       |
| 2022年 | 1月25日  | 見附市議会          | 石田敏明             | 議会やSNS上での不適切発言                                                                        | 無視 | [ 167 ]                       |
| 2022年 | 2月21日  | 垂水市議会          | 森武一               | 公務を欠席し温泉施設を利用                                                                       | 無視 | [ 168 ]                       |
| 2022年 | 2月28日  | 岡崎市議会          | 三塩菜摘             | 海外から帰国後の委員会欠席、新型コロナウイルスに関する隔離期間中の無断外出、議会に対する虚偽説明 | 無視 | [ 169 ] [ 170 ]               |
| 2022年 | 3月1日   | 呉市議会            | 谷本誠一             | 旅客機内でのマスク着用の拒否                                                                     | 無視 | [ 171 ]                       |
| 2022年 | 3月17日  | 広島市議会          | 藤田博之             | 河井夫妻選挙違反事件での在宅起訴                                                                 | 無視 | [ 172 ]                       |
| 2022年 | 3月17日  | 広島市議会          | 伊藤昭善             | 河井夫妻選挙違反事件での在宅起訴                                                                 | 無視 |                               |
| 2022年 | 3月17日  | 広島市議会          | 谷口修               | 河井夫妻選挙違反事件での在宅起訴                                                                 | 無視 |                               |
| 2022年 | 3月17日  | 広島市議会          | 三宅正明             | 河井夫妻選挙違反事件での在宅起訴                                                                 | 無視 |                               |
| 2022年 | 3月17日  | 広島市議会          | 石橋竜史             | 河井夫妻選挙違反事件での在宅起訴                                                                 | 無視 |                               |
| 2022年 | 3月17日  | 広島市議会          | 木山徳和             | 河井夫妻選挙違反事件での在宅起訴                                                                 | 無視 |                               |
| 2022年 | 3月17日  | 安芸太田町議会      | 矢立孝彦             | 河井夫妻選挙違反事件での在宅起訴                                                                 | 無視 |                               |
| 2022年 | 5月20日  | 高島市議会          | 万木豊               | 女性市議への性的暴行による書類送検                                                               | 無視 | [ 173 ]                       |
| 2022年 | 5月30日  | 高島市議会          | 万木豊               | 同上【2度目】                                                                                    | 無視 | [ 174 ]                       |
| 2022年 | 6月23日  | 丹波篠山市議会      | 安井博幸             | 住民への暴言                                                                                     | 無視 | [ 175 ]                       |
| 2022年 | 6月28日  | 尼崎市議会          | 光本圭佑             | 政務活動費の不適切な使用                                                                         | 無視 | [ 176 ]                       |
| 2022年 | 7月26日  | 会津美里町議会      | 堤信也               | 一般質問の内容の盗用                                                                             | 無視 | [ 177 ]                       |
| 2022年 | 8月31日  | 高島市議会          | 万木豊               | 虚偽の行政視察報告書の提出及び公金不正受領【上述含め3度目】                                      | 無視 | [ 178 ]                       |
| 2022年 | 9月1日   | 西桂町議会          | 武藤英一             | 町民や町職員に対する傷害行為                                                                     | 無視 | [ 179 ]                       |
| 2022年 | 9月1日   | 市原市議会          | 岡泉                 | 市職員に対するセクハラやパワハラ行為                                                             | 無視 | [ 180 ]                       |
| 2022年 | 9月8日   | 港区議会            | 赤坂大輔             | 迷惑防止条例違反により逮捕                                                                       | 無視 | [ 181 ]                       |
| 2022年 | 9月12日  | 湯河原町議会        | 土屋由希子           | 選挙人名簿の不正な使用                                                                           | 無視 | [ 182 ]                       |
| 2022年 | 9月13日  | 芦屋町議会          | 妹川征男             | 町職員に大声を上げた                                                                             | 無視 | [ 139 ]                       |
| 2022年 | 9月21日  | 寝屋川市議会        | 吉羽美華             | 新型コロナウイルスに関する融資制度を利用した詐欺行為による逮捕、起訴                             | 無視 | [ 183 ]                       |
| 2022年 | 9月22日  | 小牧市議会          | 稲垣守               | 他の市議を中傷する文書の配布                                                                     | 無視 | [ 184 ]                       |
| 2022年 | 10月21日 | 御所市議会          | 小松久展             | 建設工事に関する加重収賄で逮捕、起訴                                                             | 無視 | [ 185 ]                       |
| 2022年 | 10月21日 | 野々市市議会        | 土田友雄             | 新型コロナウイルスの療養期間中に外出、地元行事への参加                                           | 無視 | [ 186 ]                       |
| 2022年 | 11月29日 | 高島市議会          | 万木豊               | 虚偽の行政視察報告書の提出及び公金不正受領【上述含め4度目】                                      | 無視 | [ 187 ]                       |
| 2022年 | 12月1日  | 会津若松市議会      | 石田典男             | ごみ焼却場の入札に関する公開前の資料を閲覧                                                       | 不明 | [ 188 ]                       |
| 2022年 | 12月5日  | 新潟市議会          | 佐藤耕一             | ストーカー規制法違反で逮捕、略式起訴                                                             | 未定 | [ 189 ]                       |
| 2022年 | 12月7日  | 長浜市議会          | 押谷与茂嗣           | 市職員に対する暴言などの不適切行為                                                               | 2023年8月8日に辞職 | [ 190 ]                       |
| 2022年 | 12月7日  | 坂戸市議会          | 武井誠               | 絵画展への寄付行為が公職選挙法に抵触                                                             | 不明 | [ 191 ]                       |
| 2022年 | 12月7日  | 坂戸市議会          | 中村拡史             | 絵画展への寄付行為が公職選挙法に抵触                                                             | 不明 |                               |
| 2022年 | 12月7日  | 坂戸市議会          | 平瀬敬久             | 絵画展への寄付行為が公職選挙法に抵触                                                             | 不明 |                               |
| 2022年 | 12月7日  | 坂戸市議会          | 弓削勇人             | 絵画展への寄付行為が公職選挙法に抵触                                                             | 不明 |                               |
| 2022年 | 12月7日  | 山県市議会          | 石神真               | 行政視察中の飲酒行為                                                                             | 無視 | [ 192 ]                       |
| 2022年 | 12月8日  | 富士吉田市議会      | 渡辺将               | 暴行容疑で書類送検                                                                               | 不明 | [ 193 ]                       |
| 2022年 | 12月9日  | 藍住町議会          | 平石賢治             | 大麻密売組織への捜査情報漏洩、加重収賄容疑での逮捕                                               | 同年12月13日に辞職 | [ 194 ]                       |
| 2022年 | 12月28日 | 鳥取市議会          | 雲坂衛               | 家族に対する傷害の容疑で逮捕                                                                     | 無視 | [ 195 ]                       |
| 2023年 | 1月10日  | 高森町議会          | 後藤三治             | 全員協議会における恫喝と暴力行為                                                                 | 無視 | [ 196 ]                       |
| 2023年 | 2月13日  | 音更町議会          | 阿部秀一             | 窃盗容疑で書類送検                                                                               | 無視 | [ 197 ]                       |
| 2023年 | 2月17日  | 幸手市議会          | 木村治夫             | アベノマスク配布をめぐる議会への虚偽報告                                                         | 無視 | [ 198 ]                       |
| 2023年 | 2月17日  | 高島市議会          | 万木豊               | 虚偽の行政視察報告書の提出及び公金不正受領【上述含め5度目】                                      | 無視 | [ 199 ]                       |
| 2023年 | 2月21日  | 高島市議会          | 万木豊               | 虚偽の行政視察報告書の提出及び公金不正受領【上述含め6度目】                                      | 無視 | [ 200 ]                       |
| 2023年 | 3月1日   | 鳥羽市議会          | 中世古泉             | 無免許運転、本会議の無断欠席【2度目】                                                            | 2023年3月6日に辞職 | [ 201 ]                       |
| 2023年 | 3月6日   | 宇陀市議会          | 広沢孝英             | 言動を市政治倫理条例違反と判断                                                                   | | [ 202 ]                       |
| 2023年 | 3月13日  | 山県市議会          | 石神真               | 行政視察の際、操知子議員を宿泊先の部屋に呼び出し、3回ベッドに押し倒した。【2度目】               | 無視 | [ 203 ]                       |
| 2023年 | 3月20日  | 山県市議会          | 石神真               | 行政視察の際、操知子議員を宿泊先の部屋に呼び出し、3回ベッドに押し倒した。【3度目】               | 同年3月31日に辞職。 | [ 204 ]                       |
| 2023年 | 3月20日  | 大阪狭山市議会      | 井上健太郎           | 小学生に対する強制わいせつ容疑で逮捕                                                             | 同年4月3日に辞職。 | [ 205 ]                       |
| 2023年 | 5月30日  | 高島市議会          | 万木豊               | 虚偽の行政視察報告書の提出及び公金不正受領【上述含め7度目】                                      | 無視 | [ 206 ]                       |
| 2023年 | 6月9日   | 成田市議会          | 星野慎太郎           | 小学生に対する強制わいせつ容疑で逮捕                                                             | 無視 | [ 207 ]                       |
| 2023年 | 7月19日  | 高島市議会          | 万木豊               | 虚偽の行政視察報告書の提出及び公金不正受領【上述含め8度目】                                      | 無視 | [ 208 ]                       |
| 2023年 | 8月3日   | 久留米市議会        | 森崎巨樹             | 飲酒運転で書類送検【1度目】                                                                      | 無視 | [ 209 ]                       |
| 2023年 | 8月30日  | 高島市議会          | 万木豊               | 虚偽の行政視察報告書の提出及び公金不正受領【上述含め9度目】                                      | 無視 | [ 210 ]                       |
| 2023年 | 9月11日  | 宮崎市議会          | スーパークレイジー君 | 女性に性的暴行をしたとして逮捕                                                                   | 2024年2月22日に議員辞職。 | [ 211 ]                       |
| 2023年 | 9月20日  | 東海市議会          | 村瀬進治             | 市職員に対する暴言                                                                               | 無視 | [ 212 ]                       |
| 2023年 | 9月20日  | 川西町議会          | 高橋輝行             | 空き家バンクの住宅の売買をめぐり手付金として100万円を受領                                        | 不明 | [ 213 ]                       |
| 2023年 | 9月25日  | みやき町議会        | 松信彰文             | 傷害罪で20万円の罰金刑を受けた                                                                   | 無視 | [ 214 ]                       |
| 2023年 | 9月29日  | 倉敷市議会          | 塩津学               | 恐喝未遂の罪で逮捕・起訴                                                                         | 無視 | [ 215 ]                       |
| 2023年 | 10月3日  | さくら市議会        | 高瀬一徳             | 視察先の送迎バスに外部女性を乗車させた                                                           | 無視 | [ 216 ]                       |
| 2023年 | 10月18日 | 久留米市議会        | 森崎巨樹             | 飲酒運転で書類送検【2度目】                                                                      | 不明 | [ 217 ]                       |
| 2023年 | 11月29日 | 高島市議会          | 万木豊               | 虚偽の行政視察報告書の提出及び公金不正受領【上述含め10度目】                                     | 無視 | [ 218 ]                       |
| 2023年 | 12月11日 | 志木市議会          | 与儀大介             | 遅刻や無断欠席                                                                                   | 無視 | [ 219 ]                       |
| 2024年 | 2月19日  | 高島市議会          | 万木豊               | 虚偽の行政視察報告書の提出及び公金不正受領【上述含め11度目】                                     | 無視 | [ 220 ]                       |
| 2024年 | 2月21日  | 江東区議会          | 西垣誠               | 公選法違反の罪で在宅起訴                                                                         | 無視 | [ 221 ]                       |
| 2024年 | 2月21日  | 江東区議会          | 米沢和裕             | 公選法違反の罪で在宅起訴                                                                         | 無視 | [ 221 ]                       |
| 2024年 | 2月21日  | 江東区議会          | 星野博               | 公選法違反の罪で在宅起訴                                                                         | 無視 | [ 221 ]                       |
| 2024年 | 2月21日  | 高島市議会          | 万木豊               | 虚偽の行政視察報告書の提出及び公金不正受領【上述含め12度目】                                     | 無視したのち2024年11月27日に死去。                                                                                                | [ 222 ]                       |
| 2024年 | 3月11日  | 下市町議会          | 前垣昇司             | 飲酒運転                                                                                         | 無視 | [ 223 ]                       |
| 2024年 | 3月27日  | 宮古島市議会        | 粟国恒広             | 農地違反転用                                                                                     | 無視 | [ 224 ]                       |
| 2024年 | 3月29日  | 名張市議会          | 木平秀喜             | 市職員に対する威圧的な言動                                                                       | 無視 | [ 225 ]                       |
| 2024年 | 4月15日  | 市原市議会          | 永野喜光             | 女性議員に対するセクハラ行為                                                                     | 無視 | [ 226 ]                       |
| 2024年 | 4月23日  | 品川区議会          | 中塚亮               | 数年間にわたるセクハラ行為                                                                       | 不詳 | [ 227 ]                       |
| 2024年 | 4月24日  | 白河市議会          | 北野唯道             | 職員に対するストーカー行為やパワハラ                                                             | 無視 | [ 228 ]                       |
| 2024年 | 6月18日  | 川南町議会          | 児玉助壽             | 病気療養中の町長に対する不適切発言                                                               | 無視 | [ 229 ]                       |
| 2024年 | 6月20日  | 真岡市議会          | 佐々木重信           | 労働基準法違反などによる書類送検                                                                 | 無視 | [ 230 ]                       |
| 2024年 | 7月4日   | 大木町議会          | 馬場高志             | 酒気帯び運転により現行犯逮捕されたため                                                           | 無視 | [ 231 ]                       |
| 2024年 | 7月24日  | 大河原町議会        | 佐藤貴久             | 議場でスマホゲームの操作                                                                         | 同日付で辞職 | [ 232 ]                       |
| 2024年 | 9月2日   | 大木町議会          | 馬場高志             | 酒気帯び運転による逮捕・略式起訴【2回目】                                                        | 無視 | [ 233 ]                       |
| 2024年 | 9月5日   | 北見市議会          | 西垣内義章           | ゴミ処理場での職員へのパワハラ行為など                                                           | | [ 234 ]                       |
| 2024年 | 9月9日   | 小樽市議会          | 中村誠吾             | 飲酒した上での市民に暴言を吐くなどのトラブル                                                     | | [ 235 ]                       |
| 2024年 | 9月9日   | 京都市会            | 小島信太郎           | 選挙区内の有権者に菓子を手渡した                                                                 | 無視 | [ 236 ]                       |
| 2024年 | 9月13日  | 檮原町議会          | 西川慶男             | 飲酒運転                                                                                         | 無視 | [ 237 ]                       |
| 2024年 | 9月17日  | 千葉市議会          | 大平真弘             | 請願書の偽造                                                                                     | 無視 | [ 238 ]                       |
| 2024年 | 9月17日  | 千葉市議会          | 桜井崇               | 請願書の偽造                                                                                     | 無視 | [ 238 ]                       |
| 2024年 | 11月29日 | 長門市議会          | 松岡秀樹             | 居住実態がない                                                                                   | 無視 | [ 239 ]                       |
| 2024年 | 12月10日 | 亘理町議会          | 鈴木邦彦             | 職員に対するパワハラ                                                                             | 無視 | [ 240 ]                       |

## 首長辞職勧告決議
議会が首長の資質を問題視して、退陣を勧告する場合に議決される。辞職勧告決議が不信任決議の可決効力と同等の特別議決（議員数の3分の2以上が出席する都道府県または市町村の議会の本会議において4分の3以上の賛成した場合）であり、客観的に首長の不信任と同一視し得る事情があれば、辞職勧告決議を地方自治法上の不信任決議可決として法的効力を有するとみなす判例がある（和歌山地裁昭和27年3月31日判決、青森地裁昭和33年2月27日判決）。

### 都道府県知事
| 年     | 採決日   | 議会       | 首長       | 賛 | 反 | 差 | 比率     | 理由                             | その後                                                                                     |
| ------ | -------- | ---------- | ---------- | -- | -- | -- | -------- | -------------------------------- | ------------------------------------------------------------------------------------------ |
| 1949年 |          | 埼玉県議会 | 西村実造   |    |    |    |          | 日本シルク事件                   | 3月28日辞職。                                                                              |
| 2003年 | 3月7日   | 青森県議会 | 木村守男   | 39 | 9  | 30 | 81.25％  | セクハラ疑惑                     | 5月17日辞職。                                                                              |
| 2004年 | 10月8日  | 高知県議会 | 橋本大二郎 | 22 | 15 | 7  | 59.46％  | 選挙資金問題                     | 当日辞職。出直し知事選に立候補し、当選。                                                   |
| 2006年 | 11月29日 | 宮崎県議会 | 安藤忠恕   | 39 | 0  | 39 | 100.00％ | 宮崎県官製談合事件               | 12月1日、不信任可決。12月4日辞職。                                                         |
| 2006年 | 12月18日 | 広島県議会 | 藤田雄山   | 37 | 29 | 8  | 56.06％  | 後援会による政治資金不正事件     | 無視                                                                                       |
| 2007年 | 3月9日   | 広島県議会 | 藤田雄山   | 38 | 27 | 11 | 58.46％  | 後援会による政治資金不正事件     | 無視                                                                                       |
| 2021年 | 11月24日 | 静岡県議会 | 川勝平太   | 47 | 19 | 28 | 71.21%   | 選挙の応援演説における不適切発言 | 無視したが、その後別の不祥事により2024年4月9日に辞職届を提出。5月9日を以って辞職（退職）。 |

### 市区町村長
| 年     | 採決日   | 議会           | 首長         | 賛 | 反 | 差 | 比率     | 理由                                           | その後                                                                 |
| ------ | -------- | -------------- | ------------ | -- | -- | -- | -------- | ---------------------------------------------- | ---------------------------------------------------------------------- |
| 1995年 | 9月8日   | 和歌山市議会   | 旅田卓宗     |    |    |    |          | 暴力団関係者との交流問題                       | 無視し、同年11月5日執行の知事選に立候補。                              |
| 1996年 | 6月26日  | つくば市議会   | 木村操       |    |    |    |          | 買収容疑で逮捕                                 | 同年、辞職。                                                           |
| 1998年 | 2月17日  | 鎌倉市議会     | 竹内謙       | 15 | 9  | 6  | 62.50％  | 前年の市長選で起こった買収事件                 | 無視                                                                   |
| 1998年 | 6月19日  | 小千谷市議会   | 広井庄一     | 13 | 10 | 3  | 56.52％  | 談合疑惑に伴う指名停止処分                     | 同年10月28日に辞職。                                                   |
| 1999年 | 7月1日   | 東大阪市議会   | 長尾淳三     |    |    |    |          | 不明                                           | 無視                                                                   |
| 2002年 | 5月24日  | 東大阪市議会   | 長尾淳三     |    |    |    |          | 公約違反、議案の撤回と訂正による審議混乱       | 無視                                                                   |
| 2002年 | 9月20日  | 高萩市議会     | 岩倉幹良     |    |    |    |          | 高萩協同病院の移転新築計画の凍結               | 不明                                                                   |
| 2002年 | 12月11日 | 旭川市議会     | 菅原功一     | 19 | 19 | 0  | 50.00％  | 市長選の選挙違反による助役等の逮捕             | 可否同数となり議長裁決で可決。無視。                                   |
| 2003年 | 3月19日  | 浦安市議会     | 松崎秀樹     |    |    |    |          | 汚職疑惑                                       | 無視                                                                   |
| 2004年 | 3月29日  | 苫小牧市議会   | 櫻井忠       | 20 | 11 | 9  | 64.51％  | 助役の相次ぐ辞任                               | 無視                                                                   |
| 2004年 | 12月15日 | 旭川市議会     | 菅原功一     |    |    |    |          | 市長選の選挙違反による助役等の逮捕【2度目】    | 無視                                                                   |
| 2006年 | 3月29日  | 箕面市議会     | 藤沢純一     |    |    |    |          | 公約破棄など                                   | 無視                                                                   |
| 2008年 | 9月25日  | 五條市議会     | 吉野晴夫     |    |    |    |          | 無責任な言動と地方自治に対する理解不足         | 無視                                                                   |
| 2008年 | 12月17日 | 前橋市議会     | 高木政夫     |    |    |    |          | 前橋工業高校跡地問題、親族企業の土地取引問題   | 無視                                                                   |
| 2009年 | 6月25日  | 鎌倉市議会     | 石渡徳一     | 13 | 13 | 0  | 50.00％  | 市議選での現金配布                             | 可否同数となり議長裁決で可決。無視。                                   |
| 2009年 | 9月9日   | 三戸町議会     | 竹原義人     |    |    |    |          | 昼に飲酒し、夕方に車を運転                     | 無視                                                                   |
| 2009年 | 11月30日 | 三股町議会     | 桑畑和男     |    |    |    |          | 町長選の際に元後援会会長に現金を提供           | 無視                                                                   |
| 2011年 | 3月17日  | 向日市議会     | 久嶋務       |    |    |    |          | 事故の損害額約2億円を市民負担にした            | 無視                                                                   |
| 2011年 | 10月11日 | 名取市議会     | 佐々木一十郎 | 15 | 1  | 14 | 93.75％  | 職員の不公正な採用疑惑                         | 無視                                                                   |
| 2014年 | 11月27日 | 八千代市議会   | 秋葉就一     | 23 | 7  | 16 | 76.67％  | 公約反古、議会軽視など                         | 無視                                                                   |
| 2017年 | 5月10日  | 横須賀市議会   | 吉田雄人     |    |    |    |          | 寄付行為の禁止に抵触                           | 無視                                                                   |
| 2017年 | 9月26日  | 太宰府市議会   | 芦刈茂       | 16 | 1  | 15 |          | 熟慮に欠けた言動と副市長の解任問題             | 無視するが、その後不信任決議可決により失職。                           |
| 2017年 | 10月10日 | 小樽市議会     | 森井秀明     |    |    |    |          | 遊覧船事業にからむ条例違反問題                 | 無視                                                                   |
| 2017年 | 12月14日 | 八千代町議会   | 大久保司     |    |    |    |          | 強制わいせつ、秘密漏洩罪                       | 無視                                                                   |
| 2017年 | 12月26日 | 小樽市議会     | 森井秀明     |    |    |    |          | 遊覧船事業にからむ条例違反問題                 | 2019年7月25日付で辞職。                                                |
| 2018年 | 5月10日  | みなかみ町議会 | 前田善成     |    |    |    | 100.00％ | 団体職員に対するセクハラ                       | 無視するが、その後不信任決議可決と議会解散を経て辞職。                 |
| 2018年 | 6月15日  | 御宿町議会     | 石田義広     |    |    |    |          | メキシコとの学生交流を独断で推進               | 無視                                                                   |
| 2018年 | 12月19日 | 三好市議会     | 黒川征一     | 11 | 8  | 3  | 57.89％  | 盗用疑惑                                       | 無視                                                                   |
| 2019年 | 2月25日  | 長浜市議会     | 藤井勇治     | 12 | 9  | 3  | 57.14％  | 女性問題                                       | 無視                                                                   |
| 2019年 | 3月22日  | 弥富市議会     | 安藤正明     |    |    |    |          | 当初予算案の一部訂正をめぐる問題               | 無視                                                                   |
| 2019年 | 5月14日  | 東伊豆町議会   | 太田長八     |    |    |    | 100.00％ | 町営風力発電所の修繕工事問題                   | 無視                                                                   |
| 2019年 | 6月27日  | 鳥栖市議会     | 橋本康志     | 14 | 6  | 8  | 70.00％  | 市上下水道局職員による架空発注                 | 無視                                                                   |
| 2019年 | 9月18日  | 美浜町議会     | 齋藤宏一     |    |    |    |          | 運動公園整備中止の公約を巡って                 | 無視                                                                   |
| 2019年 | 9月27日  | 宇陀市議会     | 高見省次     |    |    |    |          | 事実と異なる議会答弁の繰り返し                 | 無視するが、その後不信任可決により失職、出直し選挙に立候補したが落選。 |
| 2019年 | 10月7日  | 鳥栖市議会     | 橋本康志     | 14 | 6  | 8  | 70.00％  | 市上下水道局職員による架空発注【2度目】        | 無視                                                                   |
| 2020年 | 3月19日  | 湯川村議会     | 三澤豊隆     |    |    |    |          | 映画試写会の入場整理券を配布した疑惑           | 無視                                                                   |
| 2020年 | 6月17日  | 小谷村議会     | 中村義明     |    |    |    |          | 妻の見舞金問題                                 | 無視                                                                   |
| 2021年 | 12月24日 | 笠岡市議会     | 小林嘉文     |    |    |    |          | 手続きミスの隠蔽疑惑                           | 無視                                                                   |
| 2022年 | 6月3日   | 真鶴町議会     | 松本一彦     | 6  | 3  | 3  | 66.66%   | 町長選挙における選挙人名簿の不正使用           | 無視                                                                   |
| 2022年 | 6月15日  | 北塩原村議会   | 遠藤和夫     | 5  | 2  | 3  | 71.42%   | 高額介護サービス費の振り込み手続きの不備       | 無視                                                                   |
| 2022年 | 7月25日  | 甲良町議会     | 野瀬喜久男   | 9  | 1  | 8  | 90.00%   | 町政運営の停滞                                 | 無視                                                                   |
| 2022年 | 12月6日  | 黒滝村議会     | 辻村源四郎   |    |    |    |          | 第三セクターの雇用調整助成金不正受給問題       | 2023年3月31日付で辞職                                                  |
| 2023年 | 3月20日  | 行橋市議会     | 工藤政宏     |    |    |    |          | 職員採用試験をめぐる個人情報漏洩問題           | 無視                                                                   |
| 2023年 | 3月22日  | 甲良町議会     | 野瀬喜久男   |    |    |    |          | 【2度目】                                      | 無視                                                                   |
| 2023年 | 3月25日  | 大山崎町議会   | 前川光       |    |    |    |          | 共産党首長に対する反発                         | 無視                                                                   |
| 2023年 | 6月22日  | 岐南町議会     | 小島英雄     | 7  | 2  | 5  |          | 町職員に対するセクハラ                         | 無視するが、第三者委員会のセクハラ認定を受け2024年3月5日付で辞職した。 |
| 2023年 | 12月14日 | 中間市議会     | 福田健次     | 8  | 7  | 1  | 53.33%   | セクハラ発言                                   | 無視                                                                   |
| 2023年 | 12月15日 | 宮若市議会     | 塩川秀敏     | 9  | 6  | 3  | 60.00%   | 複数の市職員に対するハラスメント行為           | 無視                                                                   |
| 2023年 | 12月22日 | 鹿角市議会     | 関厚         | 12 | 4  | 8  | 75.00%   | 道の駅を運営する第三セクター社長解任を巡る混乱 | 無視                                                                   |
| 2024年 | 7月4日   | 中間市議会     | 福田健次     | 8  | 7  | 1  | 53.33%   | 学校給食無償化公約の破棄【上述含め2度目】      | 無視                                                                   |
| 2024年 | 7月19日  | 上越市議会     | 中川幹太     | 25 | 6  | 19 | 76.00%   | 度重なる不適切発言                             | 無視                                                                   |
| 2024年 | 12月12日 | 渋川市議会     | 高木勉       | 17 | 0  | 0  | 100.00%  | 特定の市議の個人情報を漏洩                     | 無視                                                                   |
| 2024年 | 12月20日 | 石岡市議会     | 谷島洋司     | 12 | 5  | 7  |          | 複合文化施設の事業計画、市職員不祥事の管理責任 | 無視                                                                   |
| 2024年 | 12月23日 | 守口市議会     | 瀬野憲一     |    |    |    |          | 議会への事前説明なく補助金を増額               | 無視                                                                   |
| 2025年 | 2月25日  | 石岡市議会     | 谷島洋司     | 10 | 6  | 4  |          | 【2度目】                                      | 無視                                                                   |
| 2025年 | 7月7日   | 伊東市議会     | 田久保眞紀   | 19 | 0  | 0  | 100.00%  | 学歴詐称                                       | 辞職を表明するも、のちに撤回                                           |